# 向坂くじら
向坂 くじら（さきさか くじら、1994年 - ）は、日本の詩人、小説家、エッセイスト。愛知県名古屋市生まれ。埼玉県在住。慶應義塾大学文学部卒業。「国語教室 ことぱ舎」主宰。ポエトリーリーディングユニット・Anti-Trenchの朗読担当。

## 経歴
1994年に名古屋市で生まれ、横浜市で育つ。高校時代は短歌に熱中した。
大学生の時に短歌サークルに入り、詩を本格的に書き始める。「くじら」のペンネームは学生時代から使用しており、由来は「クジラがかわいいから」だという。慶応義塾大学を卒業後、2016年にGt.クマガイユウヤとの詩の朗読とエレキギターのユニット「Anti-Trench」を結成する。
2021年、詩「食いちがう」でびーれびしろねこ社賞大賞を受賞する。
結婚を機に埼玉県桶川市に転居し、2022年、小学生から高校生を対象とした塾「国語教室ことぱ舎」を開設した。同年、初の詩集『とても小さな理解のための』を刊行、2023年にはエッセイ集『夫婦間における愛の適温』を刊行した。
2024年、初小説となる「いなくなくならなくならないで」を発表し、第171回芥川龍之介賞候補に選ばれる。2025年、「踊れ、愛より痛いほうへ」で第173回芥川賞の候補となる。

## 作品リスト

### 詩集
- 『とても小さな理解のための』（しろねこ社、2022年7月 / 【増補新装版】百万年書房、2024年10月）
- 『アイムホーム』（百万年書房、2025年6月）

### 小説
- 『いなくなくならなくならないで』（河出書房新社、2024年7月）
  - 初出:『文藝』2024年夏季号
- 『踊れ、愛より痛いほうへ』（河出書房新社、2025年6月）
  - 初出:『文藝』2025年春季号

### エッセイ集
- 『夫婦間における愛の適温』（百万年書房、2023年8月）
- 『犬ではないと言われた犬』（百万年書房、2024年7月）
- 『ことぱの観察』（NHK出版、2024年12月）

### 共著・アンソロジー
- 『つながる読書――10代に推したいこの一冊』（小池陽慈編、ちくまプリマー新書、2024年3月）
- 『休むヒント。』（群像編集部編、講談社、2024年4月）
- 『おいしそうな文学。』（群像編集部編、講談社、2025年2月）
- 『群れから逸れて生きるための自学自習法』（柳原浩紀との共著、明石書店、2025年3月）
- 『花粉はつらいよ』（岩井圭也編、亜紀書房、2025年4月）